# Зайдель, Сильвия
Си́львия За́йдель (нем. Silvia Seidel; 23 сентября 1969, Мюнхен — 4 августа 2012, Мюнхен) — немецкая актриса.

## Биография
В 1984 году Сильвия снялась в эпизодической роли в детском фильме «Бесконечная история».
Настоящая известность пришла к актрисе после того, как в 1987 году она снялась в рождественском молодёжном телесериале «Анна». Сериал был настолько популярным в Германии и в других странах, что в 1988 году на экраны вышло одноимённое продолжение, также имевшее огромный успех.
В последние годы жизни мало и безуспешно работала, снималась в эпизодических ролях, страдала от депрессии.

### Гибель
Как и мать, покончила жизнь самоубийством. Была найдена мёртвой в своей мюнхенской квартире в начале августа 2012 года. Похоронена на Грюнвальдском лесном кладбище.

## Фильмография
- 1984 — Бесконечная история — Fairy
- 1986 — SOKO 5113 (сериал) — эпизод In die falsche Richtung
- 1987 — Анна (сериал) — Анна
- 1988 — Анна (фильм) — Анна
- 1990 — Faith
- 1992 — Der Notarzt 2 — Rettungseinsatz in Rom (Pronto Soccorso 2)
- 1993 — Cluedo — Das Mörderspiel
- 1994 — Quer durch die Galaxie und dann links (Halfway Across the Galaxy and Turn Left)
- 1995 — Luise knackt den Jackpot
- 1997 — Park Hotel Stern (сериал, эпизод Talk am Kamin) — Tatjana Herbst
- 1998—2008 — Следствие ведет Зиска (сериал) — Frau Miksch
- 2001 — Der Pfundskerl (сериал, эпизод SOS Maria) — Maria
- 2002 — Um Himmels Willen (сериал, эпизод Sand im Getriebe)
- 2003 — Прозрение
- 2004 — Daily Benefits
- 2005 — SOKO Leipzig (сериал, эпизод Die Moorleiche) — Susanne Kessler
- 2006 — Siska (сериал, эпизод Dunkler Wahn) — Frau Miksch
- 2007 — Штурм любви — гостевая роль
- 2007 — Unter Verdacht (сериал, эпизод Hase und Igel) — Steffi Moucha
- 2007 — Der Alte (сериал, эпизод Der Lockvogel) — Wirtin
- 2008 — SOKO 5113 (сериал, эпизод Endstation Hoffnung) — Ellen Albrecht
- 2008 — Der Alte (сериал, эпизод Reise in den Tod) — Ulrike Fest
- 2008 — Розенхаймские копы (сериал, эпизод Der Stachel des Todes) — Cornelia Winkler
- 2009 — Der Alte (сериал, эпизод Doppelleben) — Sekretärin
- 2009 — In aller Freundschaft (сериал, эпизод Altlasten) — Bianca Faulhaber

## Награды
- 1987 — Золотая камера
- 1988 — Бэмби
- 1988 — Telestar — Förderpreis